# Тюрьма Карабанчель
Тюрьма Карабанче́ль (исп. Cárcel de Carabanchel или Prisión Provincial de Madrid) — учреждение пенитенциарное (исправительное) учреждение в Испании, построена политическими заключёнными после Испанской гражданской войны в период между 1940 и 1944 годами в мадридском пригороде Карабанчель. Носила официальное название «Тюрьма провинции Мадрид». Тюрьма просуществовала 55 лет, и до своего закрытия в 1998 году считалась одной из самых крупных в Европе. Во времена диктатуры Франко (1939-1975) и последующей период «Бункера» (1975-1981), когда франкисты продолжали удерживать политическую власть, в тюрьме томилось большое количество политических заключенных и приводились в исполнение смертные казни. По своей структуре тюрьма Карабанчель напоминала паноптикум — модель, разработанную Джереми Бентамом в 1785 году.

## История

### Строительство
Сразу после окончания Гражданской войны в связи с тем, что предыдущая мадридская тюрьма Модело, оказавшись на передовой боевых действий, была практически разрушена, генерал Франсиско Франко распорядился построить новую. До завершения строительных работ в Карабанчель политические заключенные режима Франко содержались в переполненной тюрьме Порлиер. Для строительства нового тюремного комплекса 16 января 1940 года был выкуплен земельный участок треугольной формы площадью 200 000 квадратных метров в муниципалитете Карабанчель Альто (деревне на окраине Мадрида), принадлежащий Хосе Мессиа и Стюарту, герцогу Тамамес и Галистео. Цена составила 5,25 песет за квадратный метр. В общей сложности 700 000 песет.
Строительные работы начались 20 апреля 1940 года, к ним были привлечены около 1000 политзаключенных. Архитекторами проекта выступили Висенте Агусти Эльгуеро, Хосе Мария де ла Вега Сампер и Луис де ла Пенья Икман. Тюрьма строилась в два этапа. Первый этап между 1940 и 1944 годами заключался в строительстве четырех секторов:
1. Изолятор предварительного заключения (радиальное сооружение, включающее четыре рукава, которые позже были расширены до восьми, исходящие из цилиндрического корпуса, увенчанного железобетонным куполом);
2. Исправительная колония или мастерская (фабрика, состоящая из четырех галерей, одна из которых впоследствии была модифицирована и преспособлена под другие цели);
3. Административный павильон;
4. Жилищный комплекс для служащих.

Образцом для композиционного решения послужила барселонская тюрьма Модело, но с учетом новейших инженерных разработок. Однако, «звездная» конфигурация здания повторяла очертания испанских санитарных учреждений, таких как Больница Маудес архитектора Антонио Паласиоса. Тюрьма построена из железобетонных конструкций и кирпича со скромной облицовкой фасада, присутствуют элементы нео-эррерианского стиля, добавленные в соответствии с официальной имперской идеологией. Центральный вход был обрамлен дорическими колоннами и балконом, над которым возвышался треугольный фронтон.

### Действующая тюрьма
Тюрьма Карабанчель была открыта 22 июня 1944 года министром юстиции, фалангистом Эдуардо Ануасом. Газета Redemption писала, что «тюрьма является образцовой в своем роде и способна вместить до 2000 заключенных». Вскоре туда были помещены первые узники. Однако, строительные работы продолжались в течение многих лет, а одна из галерей даже не была закончена. По мере разрастания городской территории пригородные муниципалитеты вошли в состав Мадрида (в том числе и Карабанчель Альто в 1948 году), и тюрьма оказалась в черте города. Когда в пригороды провели метро, она очутилась между станциями Алюче и Карабанчель. Из семи тюремных галерей действующими были только четыре — третья, пятая, шестая и седьмая.

### Политические заключенные
Во времена режима генерала Франсиско Франко в тюрьме сидело большое количество политзаключенных, среди которых члены демократических и левых политических партий, профсоюзные лидеры. Преимущественно политзаключенные содержались в специально предназначенной для них шестой галерее. Самым известным узником совести считается лидер подпольного коммунистического профсоюза ССОО Марселино Камачо, судебный процесс над которым в начале 70-х годов XX века вызвал протесты во всем мире.
Также в этой тюрьме отбывали наказание другие известные левые активисты, такие как Хулиан Ариса (член Коммунистической партии Испании, соучредитель ССОО), Николас Редондо (лидер Всеобщего союза трудящихся), Эдуардо Саборидо (член КПИ, соучредитель ССОО), Симон Санчес Монтеро (лидер коммунистов, который провел 25 лет в заключении), Хосе Мария Руис Гальяардон (монархический противник диктатуры, отец будущего министра юстиции Альберто Руиса-Гальярдона), Николас Сарториус (член ЦК КПИ, соучредитель ССОО), Рамон Тамамес (известный экономист, член КПИ), Энрике Мухика (соучредитель Университетского конгресса молодых писателей, член КПИ, в конце своего заключения перешел в Соцпартию), Энрике Куриэль (активист Демократического союза студентов, член КПИ), Мигель Бойер (социалистический активист, впоследствии министр экономики), Фернандо Санчес-Драго (писатель, член КПИ, позже анархист), Мигель Гила (комедийный актёр), Фернандо Саватер (философ), Хорхе Артахо (художник и писатель), Фернандо Аррабаль (кинорежиссер и драматург), Луис Андрес Эдо (член НКТ), Маркос Ана (поэт, провел в заключении 23 года), Хавьер Ортис (журналист), а также организаторы покушения на Франко шотландский анархист Стюарт Кристи и его испанский сообщник Фернандо Карбальо Бланко.

### Смертные казни
На территории тюрьмы приводились в исполнение смертные приговоры. В 1963 году здесь были казнены с помощью средневекового орудия казни, удушающего ошейника «гарроты», два анархиста — Франсиско Гранадос и Хоакин Дельгадо — за подготовку покушения на диктатора Франко. Ранее 4 июля 1959 года также при помощи гарроты был казнен известный преступник Хосе Мария Харабо, обвиненный в четырех убийствах. 20 апреля 1963 года в казармах неподалеку от тюрьмы был расстрелян известный на весь мир один из руководителей Коммунистической партии Испании, революционер-подпольщик Хулиан Гримау. В 1975 году здесь провели свои последние часы приговоренные к смерти члены РАПФ Хосе Умберто Баэна Алонсо, Хосе Луис Санчес Браво, Рамон Гарсия Санс — приговор был приведен в исполнение в Ойо-де-Мансанарес, это была последняя казнь франкистского режима.
После смерти Франко и окончания периода «Бункера» политические заключенные в своей массе были освобождены, в тюрьме оставались только уголовные преступники, а также члены баскской террористической организации ЭТА и других военизированных формирований.

### Бунты заключенных
В последние годы диктатуры и первые годы переходного периода в тюрьме Карабанчель произошло несколько бунтов, организованных Координационным комитетом борющихся заключенных (COPEL), в ходе которых выдвигались требования амнистии, реформы уголовного кодекса, отмены закона о социальной опасности, отмены закона о терроризме и бандитизме, а также зачистки рядов тюремных чиновников от фашистов. Комитет организовался в ходе открытых встреч, его протестная инициатива нашла поддержку у значительной части узников Карабанчель и у множества других групп заключенных в остальных испанских тюрьмах, которые согласились принять аббревиатуру комитета, календарь бунтов, тактику коллективного членовредительства или восхождения на крыши тюрем, чтобы попытаться привлечь к протесту общественное внимание.
Их основным требованием было распространить амнистию не только на политических узников, но и на рядовых заключенных. Аргументировали это требование следующим образом: большинство людей, отбывающих наказание, являются социальными заключенными — как и политзаключенные, они есть лишь продукт социальных обстоятельств и несправедливых законов режима Франко.
18 июля 1977 года около тысячи заключенных, организованных и воодушевленных COPEL, заняли тюремную крышу, чтобы публично заявить о своей борьбе и своих требованиях. В тот же день или в последующие дни несколько тысяч заключенных из более чем двадцати испанских тюрем прибегли к аналогичным действиям. В 1978 году заключенный Агустин Реуда, молодой 25-летний анархист, член COPEL, скончался от побоев тюремных надзирателей, желающих заполучить информацию о попытке побега. В результате этого инцидента начальник тюрьмы Эдуардо Реуда Кантос был отстранен от должности и предстал перед судом. Приговор по его делу был вынесен в 1988 году.

### Побеги
Для пресечения попыток к бегству заключенных охрана была наделена правом стрелять на поражение. Тем не менее в разные времена было совершено несколько успешных побегов.
Ветеран гражданской войны, республиканец Абрахам Гильен попал в тюрьму Карабанчель в 1943 году. В новогоднюю ночь он совершает удачный побег, после чего покидает пределы Испании, перейдя французскую границу. Приговоренный к 12 годам заключения анархист и республиканский Жоан Катала Баланья совершил побег из Карабанчель после года пребывания в тюрьме — в марте 1947 года. Ему также удается добраться до Франции.
«Враг Испании № 1» — Рафаэль Буэно Латорре, уголовник, прославившийся дерзкими ограблениями банков и еще более дерзкими побегами из тюрем. 26 мая 1978 года он совершил свой первый побег из Карабанчель, после чего несколько раз оказывался за решеткой и снова сбегал. Один из самых изысканных побегов произошел в сентябре 1983 года, когда активист баскского отделения НКТ Игнасио Алонсо Мартин в комнате для свиданий поменялся одеждой со своим братом-близнецом и благополучно скрылся под его видом. Пропажу охрана установила только после проверки отпечатков пальцев заключенного.
10 июля 1985 года из тюрьмы сбежал 29-летний заключенный по имени Мануэль Кьеро Мендес, отбывающий наказание за незаконный оборот наркотиков. Он был помещен в картонную коробку для документов, которую другие заключенные погрузили в машину, выезжающую из тюрьмы. Покинув пределы пенитенциарного заведения, беглец разорвал коробку и, угрожая водителю ножницами, скрылся. Весной 1986 года, воспользовавшись замешательством гвардейцев, из тюрьмы сбежал заключенный Сантьяго Мартос.
В мае 1981 года полиция арестовала группу боевиков ЭТА, подозреваемых в подготовке штурма тюрьмы Карабанчель с целью освобождения своих товарищей и других заключенных. По информации полиции, операцию по штурму готовило военно-политическое крыло ЭТА совместно представителями некоторых организаций анархистского толка.

### Закрытие
В 1998 году, во времена правления премьер-министра Хосе Мария Аснара и министра юстиции Хайме Майора Орехи, тюрьма Карабанчель закрыла свои двери после 55 лет существования. Также в том году было принято решение сделать тюрьму открытой для посещений. Последними узниками Карабанчель были 2000 мужчин и 500 женщин.
После закрытия тюрьмы между несколькими учреждениями и представителями местной общины разгорелась дискуссия о дальнейшем использовании бывшего тюремного пространства, и преимущественно речь шла о строительстве больницы. С тех пор место стало заброшенным. На протяжении 2000-х годов тюрьма-призрак стала полна настенными граффити и скваттерами, постепенно исчезали окна, двери, лестницы, которые сдавались на металлолом.

### Заброшенное место
Местные жители настаивали на строительстве на месте тюрьмы новой больницы и центра социальных услуг. В 2008 году Высший совет научных исследований Испании выдвинул предложение о создании здесь центра исторической памяти.
Время, вандализм, неконтролируемое заселение, отсутствие какого-либо присмотра за территорией превратили тюрьму Карабанчель в небезопасное место и источник разного рода проблем для всего района. Все чаще звучали предложения о сносе сооружения и расчистке территории. Несмотря на требования местных жителей сохранить купол здания для истории, Министерство внутренних дел отвергло это предложение.
Одним из аргументов в пользу сноса здания послужила дурная слава тюрьмы, благодаря которой весь район Карабанчель ассоциировался с темными страницами испанской истории. На этом основании местный совет района Карабанчель принял решение о демонтаже сооружения.
16 июля 2008 года Мадридский городской совет и Министерство внутренних дел подписали соглашение, согласно которому на территории бывшей тюрьмы будут построены жилой комплекс на 650 квартир, больница, зеленые зоны и государственные учреждения. 30 % квартир будут выделены на городские нужды в качестве социального жилья. Из оставшейся части помещений 90 % будут предназначены для коммерческой реализации, а 10 % останутся в собственности городского совета.
План коммерческой застройки вызвал негодование у ряда объединений жителей окрестных районов Латина, Алюче и Карабанчель Альто, которые настаивали на приостановке сноса тюрьмы, использовании земли для строительства зданий для социальных служб, а также превращения части тюрьмы в мемориал. Ассоциации жителей и организации, охраняющие память о страницах сопротивления франкизму, сформировали платформу для создания «Центра мира и памяти в тюрьме Карабанчель». Но, несмотря на многочисленные протесты, 23 октября 2008 года были начаты работы по демонтажу тюремного комплекса.